# Epicauta afoveata
Epicauta afoveata là một loài bọ cánh cứng trong họ Meloidae. Loài này được Werner miêu tả khoa học năm 1949.